# 親王 (東亞)
親王是東亞爵位制度中王爵的第一等，親王的正室為親王妃。中國、朝鲜半岛、越南的相应女性封爵為公主，日本則為內親王。

## 中国
汉朝开始，封皇子、皇帝兄弟为王。魏晋开始，王爵分为亲王、郡王两等，亲王专封皇子、皇帝兄弟；郡王初为皇太子之子的封号，后多用于分封节度使等武臣，文官也有受封郡王者。
郑樵《通志.职官略》：“北齐有王公侯伯子男六等之爵，王位列大司马上，非亲王则在三公下。”又曰：“至隋炀帝唯留王公侯三等，余并废之。皇伯叔昆弟皇子，是为亲王。”至唐“定制皇兄弟皇子为王，皆封国之亲王。”
自亲王、郡王分设，一般一字王号为亲王，两字王号为郡王，例如唐睿宗登基前封“相王”，郭子仪封“汾阳王”。唐朝还有一种特别的嗣王。故又名一字王。
明朝时期，亲王的正式名称为某王（如秦王、晋王），其封地称国（秦国、晋国等），王玺称“某国之宝”。皇帝之子，除太子外，一律封亲王。南明时亦有外姓亲王。
- 亲王的正妻為親王妃，通称王妃（如秦王妃）。
- 亲王的嫡长子（无嫡子时则为长子）年十岁，封世子（如秦世子），以后承袭王位；其余诸子封郡王。嘉靖以后（由于俸禄压力增加之故）更改为亲王之子必须按照继承王位之前的爵位向下承袭[1]。
- 世子之嫡长子称世孙，其正妻分别称世子妃、世孙夫人。世子和郡王、世孙和镇国将军在子孙爵位的封号上没有区别。
- 亲王之女封郡主，其夫称仪宾。俸禄为每年800石。
- 洪武末年，定俸禄为每年10000石（又分为本色禄米、折色、折钞），但实际上后来因人而异，如永乐以后的历代辽王的俸禄只有2000石。嘉靖之后，俸禄多为9000石。[2]

爵号直接冠以亲王字样为名的，唯清朝一代，其全称为和硕亲王，满语称“hošo i cin wang”。成年皇女，通常受封公主，但成年皇子则不一定受封王爵。

## 日本
日本於飛鳥時代起實行律令制，天皇之子及兄弟封“親王”位階（皇女及皇姊妹則封為內親王），給予田地及俸禄，皇孫之第二代至四代（視乎場合）稱為諸王。平安時代以降有親王宣下的制度，天皇之子要經過親王宣下才會封為親王，某些時期只有天皇嫡子才獲封親王，庶子只能封為王。另外，有一些天皇養子也會被封為親王。
律令制中，親王之品秩由「一品」至「四品」不等，品位因犯罪而被剝奪的親王又稱「無品親王」。江戶時代以前出家的親王為“入道親王”（にゅうどうしんのう），出家後才獲親王宣下的皇族稱為“法親王”。
明治時代以降，天皇的直系子孙三代以内皇子、皇孙称“亲王”，三代以後稱“王”。

## 朝鮮半島
朝鮮王朝末年高宗稱帝，國號改為大韓帝國後，才開始使用“親王”位號作為皇子的封爵。

## 越南
阮朝以前，越南王爵制度並不明確。《欽定大南會典事例續編》規定了宗室才能封親王。